# V580 Андромеды
V580 Андромеды (лат. V580 Andromedae) — одиночная переменная звезда в созвездии Андромеды на расстоянии (вычисленном из значения параллакса) приблизительно 7840 световых лет (около 2404 парсеков) от Солнца. Видимая звёздная величина звезды — от +12,3m до +12m.

## Характеристики
V580 Андромеды — красная пульсирующая полуправильная переменная звезда (SR) спектрального класса M. Эффективная температура — около 3293 K.